# Erhard Luther

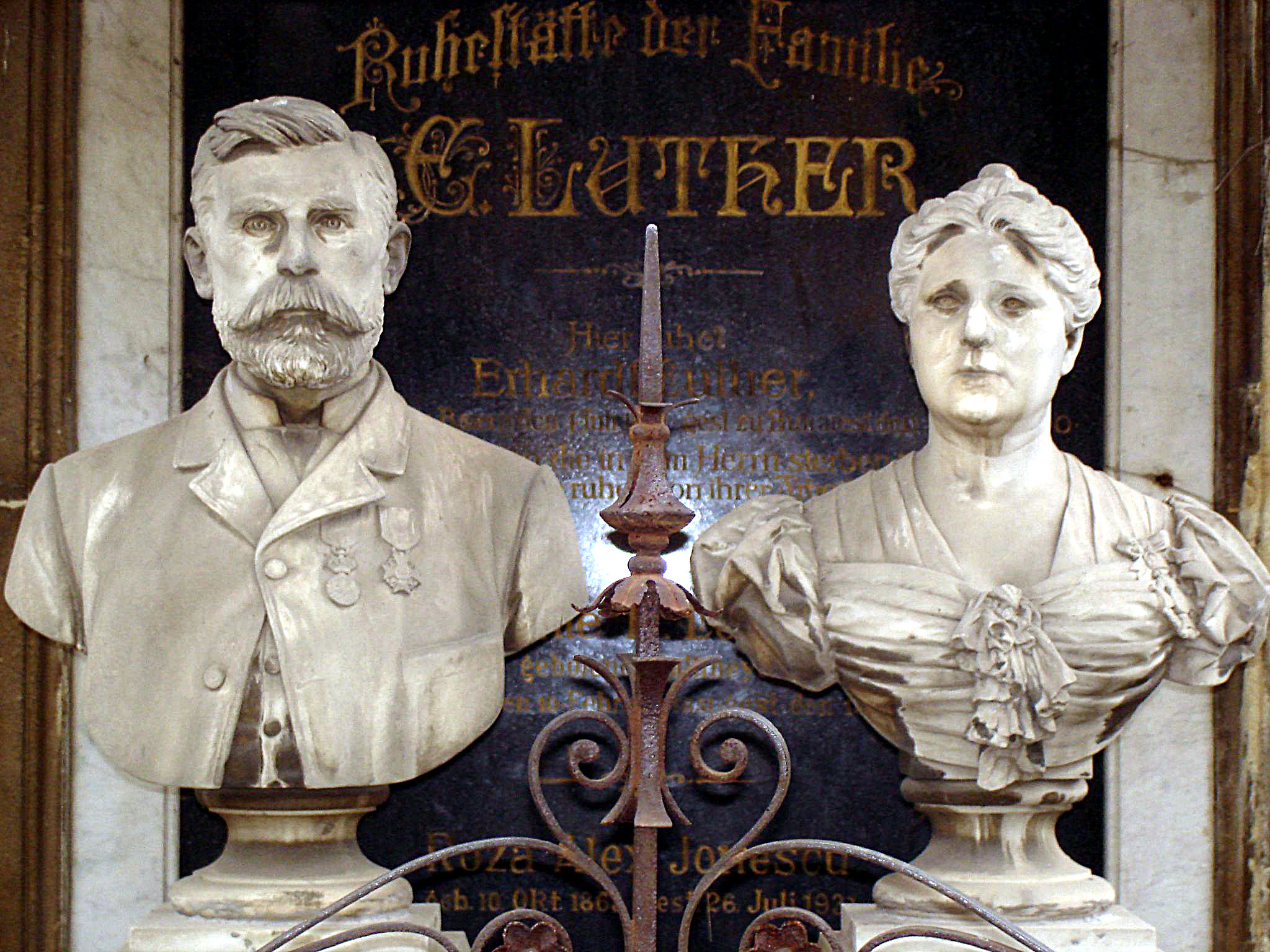
Busturile lui Erhardt și Sophie Luther de pe mormântul din Cimitirul evanghelic luteran din București, declarat monument istoric (LMI B-IV-m-B-20088) Sculptor Carol Storck

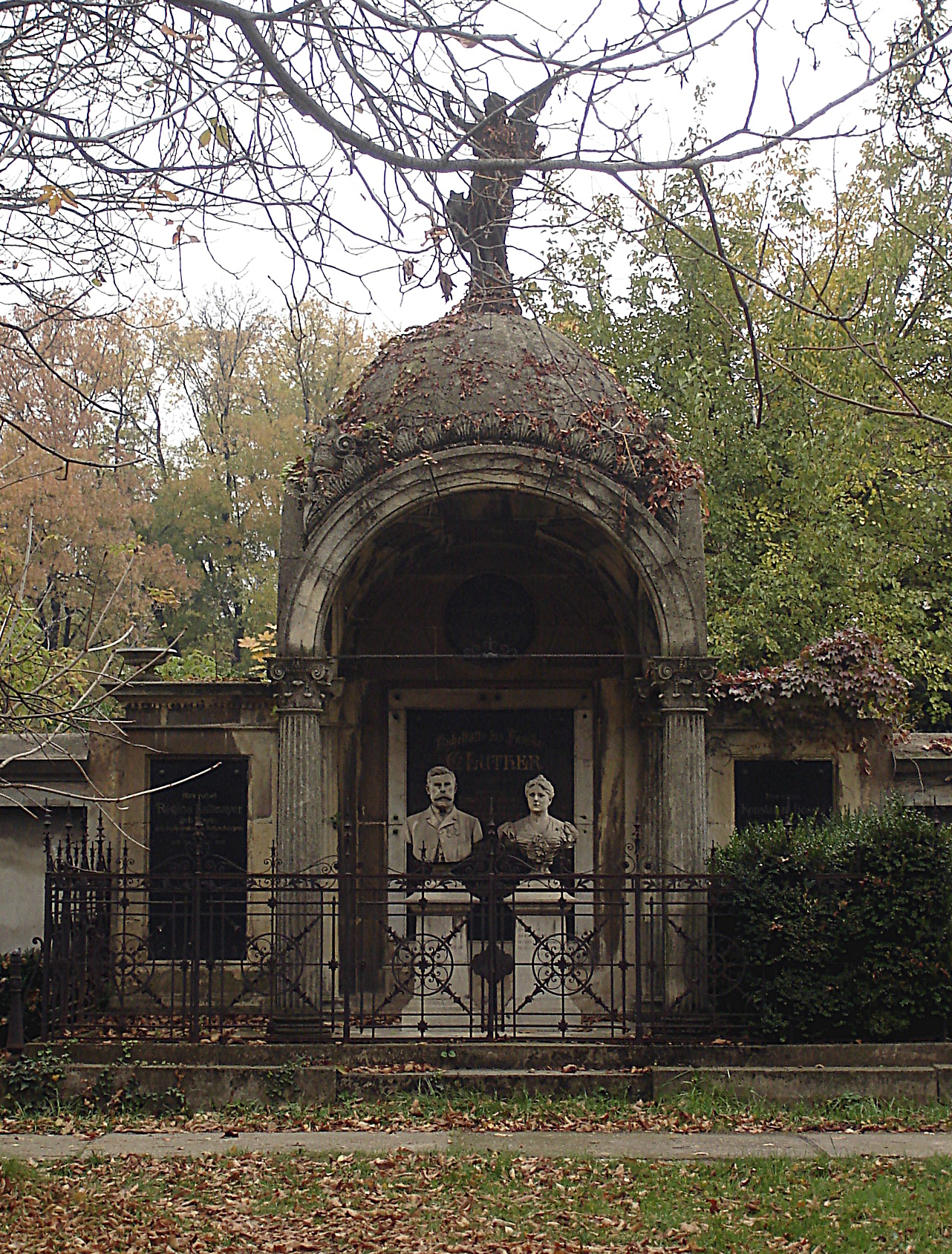
Monumentul funerar al familiei Luther

Erhard Luther (n. 4 iulie 1841, Kainsbach, Bavaria, Germania - d. 27 iunie 1890, București) a fost un mare industriaș german, întemeietorul primei fabrici mari de bere din București.
În 1869 industriașul german Erhard Luther, a construit Fabrica de bere Luther din șoseaua Basarabilor din București, în apropierea moșiei Grant, și a avut un mare succes pe piața românească cu berea Luther.  În București concura cu cea produsă de fabrica lui Johann Kube (1806), Krebs, Oppler, Gib și Bragadiru.
Meritele lui Erhard Luther au fost recunoscute și de Curtea Regală a României, al cărei furnizor oficial a devenit, iar în 1884 i s-a acordat cetățenia română.
În anii 1885-1890, Erhard Luther a cumpărat terenuri lângă fabrica de bere și a pus piatra de temelie a unei noi fabrici de bere. În 1890 a decedat și întregul complex al fabricii împreună cu fâșiile de teren cu locuințe destinate familiei și unora dintre angajați, dar și parcul și braseria Luther au rămas moștenire, soției sale, Sofia Luther, care i-a fost permanent alături.  Este înmormântat la Cimitirul Evanghelic Lutheran din București. Pe piatra sa de mormânt numele apare în forma Erhardt Luther. În același mormânt este îngropată și soția sa Sophie E. Luther, născută Kaltmeyer, în București, n. 10 februarie 1851 – d. 10 aprilie 1905.
În 1894 Sofia Luther s-a căsătorit cu industriașul Dumitru Marinescu Bragadiru, posesorul Fabricii de bere Bragadiru, iar fabrica a purtat până în 1905 noul nume, Sofia M. Bragadiru.
La Muzeul Municipiului București a fost restaurată și este expusă o pictură în ulei pe pânză realizată în 1899 de Josef Aschenbrenner la cererea Sofiei Luther. Pictura prezintă o imagine aeriană profund descriptivă a domeniului, cu o desfășurare aproape fotografică a tuturor bunurilor și utilităților fabricii.
După naționalizarea din 1948, fabrica „Luther” devine Întreprinderea de Bere București - Fabrica „Grivița”..